# Killzone 3
Killzone 3 est un jeu de tir à la première personne, développé par Guerrilla Games et édité par Sony Computer Entertainment, qui est sorti le 23 février 2011 sur PlayStation 3.
Il possède la compatibilité PlayStation Move et est pensé pour la 3D. En atteste la jaquette, rendue publique peu avant le dévoilement du jeu pendant l'E3 2010, où figurent les logos Move et 3D.

## Synopsis
Deux ans et demi plus tôt, la planète Helgan, sous la coupe de l'Autarque Scolar Visari, tenta d'envahir la colonie de Vekta. Grâce à l'intervention de l'unité du Capitaine Jan Templar, des Forces de Réaction Rapides de l'ISA — Interplanetary Strategic Alliance, Alliance Stratégique Interplanétaire; une coopération militaire entre les colonies humaines — cette invasion fut un échec retentissant. Deux ans après, l'ISA décida de neutraliser la menace helghaste en envahissant Helghan et en arrêtant Visari. Malheureusement, Visari fut abattu par un soldat vektan de l'ISA et devint un martyr pour le peuple helghast, qui est désormais prêt à se battre jusqu'au bout pour le venger.
En 2360, six mois après la mort de l'Autarque Scolar Visari sur Helghan, les survivants de l'ISA sur la planète sont pris sous les feux de deux factions helghastes : la première est dirigée par le PDG de Stahl Arms Industry, l'industriel Jorhan Brimve Stahl, et contrôle les industries de guerre; la seconde est dirigée par le Ministre de la Défense, l'Amiral Orlock, et représente le pouvoir politique et militaire. Chacune de ces deux factions se bat pour prendre le contrôle du Sénat de l'empire helghast, composé des conseillers les plus influents de feu Visari, afin de pouvoir à terme prendre celui de la galaxie. Le seul espoir pour l'ISA est que ces luttes intestines au sein de la hiérarchie helghaste affaiblissent suffisamment ces factions rivales pour qu'elle puisse reprendre l'avantage et remporter la victoire. Ce troisième opus est moins violent que le second et permet au joueur d'en savoir un peu plus sur la culture helghaste.

## Système de jeu

### Campagne
Le mode campagne reprend le système de son prédécesseur: un FPS futuriste dans lequel le joueur incarne Sev, un membre de l'unité Alpha des forces spéciales de l'ISA, engagé dans l'invasion d'Helghan.
Le personnage porte une arme primaire, par défaut un fusil d'assaut, et une arme secondaire, un revolver. Il dispose également d'un couteau pour le combat rapproché, et d'un lot de grenades à main. Il est en outre possible d'utiliser un réacteur dorsal, et le combat en corps à corps (appelé « Mêlée brutale ») se rapproche d'Uncharted 2, en permettant d'enchaîner les coups dans des combos.
L'environnement, destructible, s'éloigne de l'environnement principalement urbain de Killzone 2 et inclut paysage arctique, jungle mortelle, territoire de dévastation nucléaire et combat spatial.
Le mode propose quatre niveaux de difficulté : Recrue, Soldat, Vétéran, Elite.
La campagne peut d'ailleurs être jouée à 2 en coopération en écran splitté.

### Multijoueur
Le mode multijoueur est sensiblement le même que dans le précédent opus. Les cartes sont d'une taille similaire. Il y a la possibilité de conduire des engins : l'exo-squelette (déjà présent dans la campagne solo de Killzone 2) et le jetpack.

#### Classes
Il y a 5 classes de personnages qui possèdent chacune 6 armes et 6 capacités qui leur sont propres:
- Le TACTICIEN peut capturer des zones tactiques pour ensuite y déployer ses alliés, parfois avec des bonus. Il est capable de détecter ses ennemis sur son radar pendant une petite période de temps et aussi de déployer une sentinelle à ses côtés.
- Le TIREUR D'ÉLITE peut devenir quasiment invisible pour mieux abattre ses cibles et a aussi la faculté de brouiller le radar de ses ennemis. C'est le seul personnage qui peut utiliser un sniper.
- L'INFIRMIER DE TERRAIN peut remettre sur pied ses alliés pour qu'ils puissent reprendre le combat. Il peut aussi générer une aura qui fait régénérer la santé des soldats alliés autour de lui. Il est aussi capable de déployer un drone qui le protège en tirant les ennemis aux alentours.
- L'INGÉNIEUR peut placer et/ou réparer des caisses de munitions et des tourelles automatiques, qu'il peut placer où il le veut, et manuelles, qu'il trouve dans la carte.
- L'INFILTRATEUR peut prendre l'apparence d'un ennemi pour les tromper et les attaquer par derrière. Il est aussi plus rapide et endurant et peut poser des explosifs plus rapidement.

#### Modes de jeu
Il y a trois nouveaux modes multijoueurs :
La Zone de guerre
La Zone de guerre est un mélange de 7 missions différentes (Massacre, Recherche et Destruction, Recherche et Récupération, Capture et Contrôle et Assassinat, ). L'équipe gagnante est celle ayant gagné le plus de manches, et chaque joueur de l'équipe voit son score majoré par un coefficient de 1,5.
Guerilla
Guerilla est un simple mode de jeu présent dans la Zone de guerre qui est "'Massacre'".
Opération
Opération est un mode de jeu construit comme une histoire annexe du solo. Sur les 8 cartes présentes, trois seules possèdent ce mode : Mawlr Graveyard (Cimetière de Mawlr); Akmir Snowdrift (Congères d'Akimir) et Frozen Dam (Barrage gelé). Le but de ce mode est de jouer surtout les objectifs, souvent l'ISA axé sur l'attaque, tandis que les Helghast sont axés sur la défense. Les meilleurs joueurs sont mis en avant dans des cinématiques.

## Développement
Le jeu a été annoncé juste avant l'E3 2010 par une bande annonce. Durant l'E3, les journalistes présents ont pu visualiser une vidéo, conçue par Sony, figurant une attaque de l'ISA sur une plate-forme pétrolière détenue par les Helghasts. Cette vidéo faisait la démonstration des avancées techniques opérées sur le troisième titre de la série Killzone (réacteurs dorsaux, eau en mouvement…). Une prestation convaincante qui lui a valu le titre de "meilleur FPS de l'E3 2010" par certaines rédactions comme celle de Jeuxvideo.fr.
Durant le salon Gamescom 2010, Sony a dévoilé une vidéo 3D du mode multijoueur en ligne (passant par le PSN) et détaillé les différences par rapport à (Killzone 2).
Une version bêta a été annoncée pour le 25 octobre 2010. Il y aura 10 000 bêta-testeurs  et il faudra souscrire au PlayStation Plus pour pouvoir participer. La bêta aura comme seul but de connaître les retours des joueurs concernant les changements de gameplay, c'est pour cette raison que celle-ci ne prendra pas en compte la 3D et le Move.
Killzone 3 a été prévu pour être joué en 3D stéréoscopique dès le début de son développement ; la fonctionnalité a été facile à implémenter, ne demandant qu'environ 2% des ressources en développement.

### Piste audio
Joris De Man est le compositeur de la piste audio du jeu. Il a aussi composé celle des précédents opus. La musique de la bande-annonce, quant à elle, a été composée par Two Steps from Hell.

## Réception
Le site JVC.com a délivré la note de 17/20. Le magazine officiel PlayStation lui a attribué 19/20. Eurogamer a mis 8/10. Le site Gameblog : 4/5. Le site GamAlive : 4/5.
Le jeu ne demande que 5 Mo de place sur le disque dur au moment de l'installation.

## Rééditions
- 2012 - PlayStation 3 dans la compilation Killzone Trilogy.